# Edinaldo Batista dos Santos
Edinaldo Batista dos Santos (sinh ngày 2 tháng 4 năm 1987) là một cầu thủ bóng đá người Brasil.

## Sự nghiệp câu lạc bộ
Edinaldo Batista dos Santos đã từng chơi cho Mito HollyHock.

## Thống kê câu lạc bộ

### J.League
| Đội            | Năm       | J.League | J.League | J.League Cup | J.League Cup | Tổng cộng | Tổng cộng |
| Đội            | Năm       | Trận     | Bàn      | Trận         | Bàn          | Trận      | Bàn       |
| -------------- | --------- | -------- | -------- | ------------ | ------------ | --------- | --------- |
| Mito HollyHock | 2007      | 12       | 0        | -            | -            | 12        | 0         |
| Tổng cộng      | Tổng cộng | 12       | 0        | 0            | 0            | 12        | 0         |